# Malagueta
La malagueta es una variedad de chile o ají (Capsicum frutescens) originaria de Brasil y muy utilizada en la lusosfera (Brasil, Portugal, Mozambique, Angola, Santo Tomé y Príncipe...). Es un chile pequeño y alargado, llegando a medir ~5 cm de largo, y su pungencia varía entre las 60.000 y las 100.000 SHU, es decir, muy picante.
Su nombre proviene de la pimienta melegueta o amomo, una especia africana que también es picante. Sin embargo, no existe mayor relación entre el chile malagueta y la pimienta melegueta, más allá de su nombre.
Según la región, se pueden vender en los mercados dos tamaños diferentes, que a veces tienen nombres diferentes: los más pequeños se llaman malaguetinha en Brasil, y piri piri en Mozambique y Portugal, aunque en la actualidad, piri-piri se refiere a una variedad distinta de chile, derivada de la malagueta y originada en África. Los más grandes se llaman malagueta tanto en Brasil como en Portugal. No se trata de razas diferentes, solo pimientos de diferente madurez de la misma planta. En Portugal, a veces se lo conoce simplemente como pimenta o chili. También se le conoce en Angola con los nombres de jindungo, ndongo, nedungo y pripíri en varios idiomas locales. En Cabo Verde, la malagueta se llama malgueta y margueta en lengua criolla caboverdiana.

## Historia
Los primeros europeos en tener contacto con esta especie fueron los tripulantes que acompañaron a Cristóbal Colón cuando arribaron por primera vez al Caribe en 1492. Además de ser un noble alimento muy apreciado por los nativos americanos, también se utilizó como tinte natural y, sobre todo, como medicamento.
El contenido de capsaicina de los chiles despertó el interés de los portugueses, quienes buscaban fuentes alternativas para la entonces rara de encontrar pimienta negra asiática (cuyo compuesto picante es la piperina); Una de las principales motivaciones de los viajes colombinos fue descubrir una nueva ruta a Asia para el comercio directo de especias, sedas y otros productos asiáticos. En el momento de la llegada de Colón al Nuevo Mundo, los portugueses comercializaban desde el Golfo de Guinea una especia africana muy popular como sustituto de la pimienta negra: Aframomum melegueta (hoy en desuso en Occidente), que actualmente se conoce como amomo y antiguamente pimienta melegueta. El nombre se aplicó a los chiles malagueta, pues el picante del chile recordaba a la pimienta africana.
Hoy en día, varios escritores botánicos y culinarios continúan confundiendo los chiles malagueta y el pimiento melegueta 
En el período de intensos intercambios y viajes entre Europa y América (intercambio colombino), los navegantes portugueses llevaron el chile malagueta a Portugal y Brasil, donde se la conoció como chili, chile o pimenta; a África donde se hizo muy popular como jindungo o piri-piri; y finalmente a Asia, donde se convirtió en un ingrediente del curry y otros platos especiados. Menos de un siglo después de haber sido llevado a Europa, el chile, debido a sus cualidades, se extendió a muchas otras culturas del Viejo Mundo, incluidas Arabia, India, Tailandia, China y las regiones circundantes, integrándose en sus cocinas locales.

## Uso culinario
Este pimiento se utiliza para condimentar muchos platos y salsas regionales en Brasil y Mozambique. En Portugal, se utiliza principalmente para condimentar platos de aves.
En Brasil, lo que ahora se vende como malagueta bien puede ser un híbrido reciente, mientras que lo que ahora se conoce como malaguetinha, malagueta silvestre, malagueta caipira bien puede ser la malagueta original, y en realidad era la única malagueta en el mercado hace 30 años. Si bien ha habido afirmaciones de que cumarim, cumari y pimenta cumarim son otros nombres para malagueta, estos son bastante diferentes y parecen pertenecer a la especie Capsicum chinense.
En la cocina de Santo Tomé y Príncipe, la salsa piri-piri, hecha de chile malagueta, se encuentra disponible como condimento en los restaurantes de Santo Tomé y Príncipe, así como en Portugal.
En la República Dominicana, se usa la malagueta con pimienta de Jamaica para hacer una preparación llamada pimenta dioica.

## En cultura popular
Los chiles malaguetas aparecieron en Woman on Top, una película de comedia romántica y fantástica estadounidense del 2000 dirigida por Fina Torres y protagonizada por Penélope Cruz, en la que el personaje de Cruz, Isabella, crea encantadores platos afrobrasileños para un programa de cocina de televisión, y el productor del programa, interpretado por Mark Feuerstein, se centra en el encanto picante de la pimienta y la sensualidad de Isabella. El material promocional de la película muestra a Cruz sosteniendo un pimiento; sin embargo, la malagueta es reemplazada por otro chile más grande.